# خان نجمة
خان نجمة أو النجمي او قصر نجمة الأثري هو مبنى أثري لما تزل معظم معالمه قائمة شاخصة جنوب الموصل، ويعود تاريخ بناءه إلى عام 1700م،  تقريباٌ، زمن الدولة العثمانية، لذا يطلق عليه خان النجمي العثماني، وبعض ألأهالي يسمونه قصر نجمة الأثري. يقع جنوب الموصل، غرب ناحية القيارة، وكان يعتبر احد القرى الأثرية التابعة إلى ناحية الشورة، وقريب من (تل نعناعة) و (خربة وادي الصفا)، وقريبا من تلال النجمة والمعروفة بجبل نجمة وجبل جوان، ويبعد حوالى 3 كم، شرق خربة قبر أبو نايف الأثرية. وكما يبدوا فان تسميته جاءت من موضعه القريب من تلال النجمة المعروفة بجبل نجمة وجبل جوان.
ومن مواصفات هذا الخان انه ذو مساحة واسعة، وله مدخل رئيسي مقوس مرتفع ويمتد عدة أمتار، مغطى بالحجر ويستند بجانبيه على عدة اعمدة من الرخام، مصممة بعناية معمارية فائقة لتستوعب دخول القوافل بازمالها واحمالها إلى المساحة الكبيرة الموجودة في وسط الخان، كما يحتوي الخان من الداخل على معالف ومرابط للخيل والبغال وغيرها من الحيوانات التي تستخدم للتنقل في تلك العهود، وكذلك يحتوي هذا الخان على غرف لراحة ومبيت زائريه فرادى او جماعات. ويلاحظ انه شُيِّد من مادتي الحجر والجص، ويرتكز بناءه على أعمدة حجرية مقوسة من الأعلى لترفع البناء من الامام، وفي آخر البناء يقوم سلَّم من الحجر يتصل بسطح الخان المستوي والمسطح، والذي يمكن ان يستخدم للنوم في ليالي الصيف الحارة.